# Interactivo
Interactivo est un groupe de musiciens cubains créé en 2001 à La Havane, Cuba, par le pianiste, chanteur et compositeur Roberto Carcassés. Le collectif, qui réunit différents artistes de la nouvelle scène musicale havanaise, a récemment fait l’objet d’un documentaire réalisé par Tané Martínez (Interactivo La Película), et présenté en avant-première à l’occasion du Festival International du Film de La Havane en décembre 2010.

## Histoire
Apparu sur la scène musicale en 2001, Interactivo était initialement composé de cinq musiciens cubains : Roberto Carcassés – qui fut à l’origine de ce projet collaboratif expérimental, - Yusa, Francis del Rio, William Vivanco et Telmary Diaz.
Le groupe s’agrandit au fil des ans et intégra de nouveaux musiciens cubains, représentants de rap, folk, jazz, rumba, funk… Parmi eux : Olivier Valdés, Rodney Barreto, Yaroldi Abreu, Carlos Ríos, Raúl Verdecia, Julio Padrón, Carlos Miyares, David Suárez, Alexey Barroso, Juan Carlos Marín, Brenda Navarrete, Marjorie Rivera et Lisset Ochoa.
Le collectif compte à son actif deux albums studio : Goza Pepillo (2005), qui remporta le prix Cubadisco dans la catégorie du meilleur album en 2006, et Cubanos por el mundo, leur dernier opus sorti en 2010.

## Collaborations
On ne compte plus le nombre de musiciens qui ont un jour joué ou enregistré avec Interactivo : Bobby Carcassés, Domingo Calendario Acosta, Carlos Sarduy, Adel Gonzalez, Yandy Martinez, Elmer Ferrer, Kumar, José Luis Martínez, Feliciano Arango, Néstor del Prado, Santiago Feliú, Descemer Bueno, Melvis Santa, David Torrens, Kelvis Ochoa… 

## Récompenses
- 2006 : Prix Cubadisco dans la catégorie Meilleur Album, pour Goza Pepillo.

## Vidéographie
Interactivo a fait l’objet du documentaire musical Interactivo La Película, sorti en 2010. Né de l’idée de Roberto Carcassés, le projet fut confié à son ami, le jeune réalisateur Tané Martinez. 
Selon une interview de Tané accordée à Cuba Encuentro, le film met en scène les musiciens du groupe se préparant pour le concert de lancement de leur nouvel album.
Plus généralement, il évoque des sujets de société aussi variés que l’émigration, la liberté, et par-dessus tout, le pouvoir de la musique cubaine.
La première a eu lieu en décembre 2010 à l’occasion du Festival International du Film de la Havane.